# Tuyamaella molischii
Tuyamaella molischii là một loài Rêu trong họ Lejeuneaceae. Loài này được (Schiffner) S. Hatt. miêu tả khoa học đầu tiên năm 1951.